# Ihotrymeer
Het Ihotrymeer (Frans: Lac Ihotry) is een zoutmeer in Madagaskar, gelegen in het Mikea-bos in de regio Atsimo-Andrefana. De grootte van het meer ligt tussen de 96 en 112 km²; dat verschilt per seizoen. Het meer is 37 kilometer verwijderd van Straat Mozambique en ligt ten zuiden van de rivier de Mangoky.
Rondom het meer komen veel lianen voor en broeden ook plevieren. Door ontbossing van vooral de inheemse bevolking is er veel slib in het meer te vinden door bodemerosie.